# T Blockers
T Blockers es una película de terror australiana de 2023 dirigida por Alice Maio Mackay. La película se centra en una joven transgénero de un pequeño pueblo australiano que se da cuenta de que unos parásitos se están apoderando de los hombres locales y forma un grupo de vigilancia con sus amigas para controlar el problema.

## Trama
En la narración de apertura, una drag queen llamada Cryptessa (Etcetera Etcetera) le dice a la audiencia que la película es una obra de ficción, pero que puede ser "más real de lo que piensas". Agrega que "cada uno de nosotros es un sobreviviente en un bote salvavidas en un océano oscuro". Se revela que este es un extracto de una película perdida llamada Terror from Below hecha por una mujer trans llamada Betty Palmer (Calliope Jackson, con la voz de Cassie Workman) que vivió en un pequeño pueblo australiano en la década de 1990 y luego se suicidó.
En la actualidad, Sophie (Lauren Last) es una joven trans que vive en la misma ciudad, trabaja en un cine y pasa tiempo con su mejor amigo Spencer (Lewi Dawson). Sophie está escribiendo un guion basado en su experiencia de revelar su sexualidad a su familia cuando se produce un terremoto. Más tarde, se prepara para su primera cita desde la transición. La cita, con un hombre cis llamado Adam (Stanley Browning), parece ir bien hasta que ella ve una notificación de Grindr en su teléfono etiquetada como "chicas con penes" y se va, dándose cuenta de que él es un chaser. Mientras Adam regresa a casa herido por el rechazo de Sophie, se enfrenta a un hombre que alienta su ira y su misoginia. Luego, Adam se encuentra con un misterioso grupo de hombres que sumergen su cabeza en un tanque de productos químicos verdes, del que emerge sonriendo.
Mientras bebe en un bar queer con Spencer, Sophie encuentra un volante de una protesta local de extrema derecha en el baño. También conoce a Kris (Toshiro Glenn), quien ayuda al bar a expulsar a su amigo Danny (Iris Mcerlean) después de que hace comentarios violentos y transfóbicos. Luego, Sophie encuentra un mensaje de voz que le dejó Zen (Chris Asimos), un productor que expresa interés en uno de sus cortos recientes, aunque ella no lo llama. Mientras tanto, se proponen nuevas leyes australianas en las que los médicos que receten terapia de reemplazo hormonal a niños podrían ser acusados de abuso infantil. Cryptessa regresa y le dice a la audiencia que "una puerta cerrada sólo está cerrada porque alguien la cerró".
El hermano de Sophie, London (Joe Romeo), viene a visitarla y los dos fuman en su porche. Él le pregunta cómo va su transición y le da un sobre lleno de dinero en efectivo de su padre, que ella acepta de mala gana. Joe observa que su padre ha dejado de beber y que él mismo está "limpio" de una adicción a las drogas no especificada a la que llama un "monstruo". "Para ti", dice, "el monstruo está fuera".
Sophie se reencuentra con Kris cuando él ve una película en el cine en el que ella trabaja y lo invita a la hora feliz en el bar queer. También hablan del incidente con Danny, quien, según revela Kris, se ha radicalizado al ver vídeos de Jordan Peterson y Ben Shapiro. Cuando Sophie y Spencer van a la hora feliz, el bar está prácticamente desierto debido a las recientes amenazas de violencia contra la comunidad queer. Afuera, Kris está siendo atacado por un grupo de hombres violentos, incluido Adam, hasta que Sophie y sus amigos luchan contra ellos. Ella es testigo de cómo la pandilla se alimenta con avidez de las entrañas humanas de una víctima.
Spencer comienza a notar paralelismos entre lo que sucede a su alrededor y los eventos de Terror from Below. Esa película cuenta la historia de un gusano parásito que se apodera de los hombres del pueblo y los convierte en zombis, radicalizándolos hacia una misoginia violenta. Sophie ve la película con Spencer y se da cuenta de que fue hecha como advertencia y que el terremoto ha despertado al antiguo gusano. Luego forma un grupo de vigilantes enmascarados con sus amigos y comienzan a ejecutar a los hombres locales que han sido infectados.
El padre de Sophie pasa a saludarla y ella le agradece por el dinero. Él es un oficial de policía y la cámara se detiene en una placa que ella lleva puesta y que dice "ACAB" sobre un fondo de una bandera trans. Él le advierte que mantenga un perfil bajo, ya que recientemente han desaparecido personas homosexuales y la policía "tiene las manos atadas". Cryptessa cuenta al público sobre las señales de advertencia de un lento descenso hacia el fascismo y las ideas de "el otro".
Sophie acepta reunirse con Zen en un café, quien, condescendientemente, le pide participar 00en un festival de cine que está organizando. Luego, ella y sus amigos planean quemar el edificio en el que se están reuniendo los hombres zombificados. Una vez dentro, son confrontados por los hombres y los atacan violentamente con palancas, palos y bates de béisbol antes de prender fuego a sus cadáveres. Adam muerde el cuello de Kris y él se convierte en uno de los zombis mientras Sophie aúlla de dolor. Una vez en casa, Sophie destroza su computadora portátil y le dice a Spencer que se da por vencida, diciendo que Betty Palmer enfrentó los mismos problemas en la década de 1990 y se suicidó porque no era lo suficientemente fuerte. Sophie también siente que la vida no tiene esperanza y que las cosas seguirán empeorando para las personas trans. Spencer habla con Sophie, diciéndole que es muy querida y que cada victoria vale la pena.
Deciden asistir al "T-Rally" (que representa los "valores tradicionales") del movimiento de extrema derecha, pensando que allí es donde el parásito buscará más víctimas. Ella presencia cómo Adam transmite el parásito a otra víctima y lo ejecuta violentamente con una estaca. Tras derrotar al parásito, decide hacer una película sobre la experiencia llamada Terror from Below 2 para continuar con el legado de Betty Palmer y como advertencia para las generaciones futuras.
En el epílogo de la película, Cryptessa advierte a los espectadores que quizá no sepan quién es realmente la persona sentada a su lado, e incluso quiénes son ellos mismos. Sophie y sus amigas regresan al bar para pasar una noche en la pista de baile. También arrojan a Zen a un contenedor de basura, le dicen que no intente estafar a nadie otra vez y añaden: "Nunca te metas con cineastas queer".

## Reparto
- Lauren Last como Sophie
- Lewi Dawson como Spencer
- Toshiro Glenn como Kris
- Etcetera Etcetera como Cryptessa
- Lisa Fanto como Storm
- Stanley Browning como Adán
- Steven Thai Hoa como Crystal
- Joe Romeo como London
- Chris Asimos como Zen
- Brendan Cooney como el padre de Sophie
- James McCluskey García como el hombre de traje
- Artemis Bishop como actriz
- Iris Mcerlean como Danny
- Cheryl Louise como la madre de Sophie
- Calliope Jackson (aparece) y Cassie Workman (voz en off) como Betty Palmer[2]
- Joni Ayton-Kent como presentadora de radio

## Producción
Mackay hizo T Blockers en Adelaida a la edad de 17 años con un presupuesto de 10.000 dólares. Fue influenciada por las obras de Gregg Araki, incluyendo Now Apocalypse y Doom Generation, que también influyeron en su uso de la Iluminación bisexual. Ella le dijo a ScreenHub que amaba los "mundos hiper-estilizados y las historias queer auténticas y sin censura de Araki, así como las bromas ingeniosas y los elementos de ciencia ficción", y también estaba influenciada por Buffy the Vampire Slayer por su "amalgama perfecta de niñez, mayoría de edad, amistad adolescente y esos elementos de terror espeluznantes... Me encanta esa combinación porque puedo usarla para contar historias sobre personajes reales y con los pies en la tierra a quienes les suceden todas estas cosas interesantes y exageradas". Otras influencias incluyeron Mallrats, The Munsters y Yoga Hosers.

## Recepción crítica
T Blockers fue recibida positivamente y tiene una calificación de 100% en Rotten Tomatoes. En Star Observer, Stephen A. Russell comparó la película con Buffy the Vampire Slayer y Stranger Things, "pero mucho más sucia y queer". Lauren Perry de MovieWeb elogió el "comentario social mordaz" de la película, así como sus "colores estilísticos, banda sonora enérgica y tono punk-feminista", pero agregó que la historia se sentía apresurada. En The Hollywood News, Kat Hughes escribió que la película "captura el agotamiento frustrado de la aparente necesidad constante de la comunidad de justificar su existencia y lo canaliza en una alegre excusa para derribar a sus perseguidores" y llamó a Mackay "una voz vital en la realización cinematográfica". Anton Bitel de SciFi Now comparó la película con las obras de John Waters y Ed Wood "resucitadas para abordar la inseguridad masculina y la solidaridad femenina en la Australia del Sur contemporánea".